# Cœur de héros
Cœur de héros est le 6e épisode de la saison 5 de la série télévisée Angel.

## Synopsis
Dans son bureau, à la tête de Wolfram & Hart, Angel se sent inutile, pendant que Spike pense que le vampire désigné par la prophétie Shanshu pour redevenir humain pourrait bien être lui et non Angel. Alors que des meurtres inexpliqués, victimes retrouvées avec le cœur arraché, se produisent dans les rues de Los Angeles, Angel est heureux de pouvoir agir. Il découvre qu'un employé masqué de Wolfram & Hart, chargé du courrier, a un lien avec le démon aztèque responsable des meurtres. L'employé masqué lui révèle qu'il faisait autrefois partie, avec ses quatre frères, d'une équipe de catch mexicaine connue sous le nom de Los Hermanos Numeros (Frères Numéros) et que, en dehors du ring, ils rendaient la justice en combattant démons et vampires. Ils avaient réussi à vaincre ce démon il y a cinquante ans mais ses quatre frères y avaient laissé leurs vies et le dernier frère, Numéro Cinq, a cessé de rendre la justice et s'est fait employer par Wolfram & Hart. 
Le démon aztèque, qui ne se nourrit que du cœur de héros, affronte une première fois Angel et le bat mais ne lui arrache pas le cœur, ce qui fait douter encore plus Angel. Le soir du Jour des morts mexicain, le démon s'en prend au dernier frère survivant car celui-ci a caché à l'intérieur de son propre corps un talisman que le démon recherche. Grâce à l'intervention d'Angel et des quatre frères, brièvement rappelés d'outre-tombe, le démon est définitivement tué mais Numéro Cinq est grièvement blessé lors du combat et meurt en héros. Angel recommence alors à s'intéresser à la prophétie Shanshu en laquelle il avait cessé de croire.

## Production
Jeffrey Bell, scénariste et réalisateur de l'épisode et passionné de catch mexicain, avait tenté sans succès d'intégrer un épisode sur ce thème alors qu'il travaillait comme scénariste sur la série X-Files : Aux frontières du réel et, avec cet épisode, l'occasion lui a enfin été donnée de réaliser son rêve.